# Crotalaria pisicarpa
Crotalaria pisicarpa är en ärtväxtart som beskrevs av John Gilbert Baker. Crotalaria pisicarpa ingår i släktet sunnhampor, och familjen ärtväxter. Inga underarter finns listade i Catalogue of Life.